# Koch Industries
Koch Industries, Inc. is een Amerikaanse multinational, met het hoofdkwartier in Wichita (Kansas), VS. Via dochterondernemingen is de groep actief in onder meer de oliesector, de chemie, handel en investeringen.

## Geschiedenis
Het bedrijf werd in 1940 opgericht en kreeg de naam van zijn stichter, Fred C. Koch (1900-1967). Fred Koch, een chemisch ingenieur van het MIT, had fortuin gemaakt met de bouw van raffinaderijen in de Sovjet-Unie onder Stalin (1929-1931). Hij was daarheen vertrokken nadat het werken in de VS hem onmogelijk was gemaakt door rechtszaken in de petroleumsector (Koch had samen met Lewis E. Winkler nieuwe raffinageprocedés ontwikkeld).
Twee van zijn vier zoons, Charles Koch en David H. Koch, kochten hun broers uit en leiden hun firma sedert 1967. In 1968 werd de onderneming omgedoopt tot Koch Industries.

## Koch Industries
De economische activiteiten van de firma omvatten asfalt, chemicaliën, commodity, energie, vezels, kunstmest, financiën, mineralen, aardgas, plastics, petroleum, papierindustrie en ranching.
Koch Industries was volgens het Amerikaanse zakenblad Forbes in 2013 de op een na grootste Amerikaanse particuliere (niet-beursgenoteerde) onderneming (na Cargill), met een jaarlijkse omzet van 115 miljard dollar. De firma telt in totaal zo'n 100.000 werknemers, van wie 60.000 in de VS.

## Dochterondernemingen en sectoren
Koch Industries is eigenaar van een hele reeks dochterondernemingen, waaronder:
- Georgia-Pacific: een papierfabriek met vestigingen in ruim 25 staten van de VS[4]
- INVISTA: vezels (met onder meer de merknaam Lycra)
- Koch Pipeline Company LP: pijpleidingen verspreid over de hele VS
- Flint Hills Resources LP: petroleumraffinaderij en -distributie, chemicaliën
- Koch Fertilizer, LLC: een van de grootste fabrikanten in de wereld van kunstmest (stikstof), met productie in de VS, Canada en Trinidad en Tobago[5]
- Koch Agricultural Company: drie ranches in Beaverhead, Montana, met een oppervlakte van 170.000 ha (1700 km²) en meer dan 15.000 stuks vee. Het bedrijf kreeg erkenning voor zijn management- en natuurbeheerbeleid[6]
- Infor: een softwarebedrijf dat cloud ERP en HR oplossingen maakt.[7]

### Milieuveiligheid
Koch Petroleum Group (voorloper van Flint Hills Resources LP) kreeg enerzijds sedert 1999 verschillende boetes voor illegale lozingen. Anderzijds erkende het Environmental Protection Agency de correcte medewerking van Flint Hills Resources LP inzake technieken voor emissiebeteugeling. In 1999 kende een Texaanse jury een schadevergoeding van 296 miljoen dollar toe aan slachtoffers van de explosie van een butaangasleiding in 1996 in Lively, Texas, een recordbedrag voor die tijd.

### Politieke activiteiten
Leden van de familie Koch gaven belangrijke financiële steun aan conservatieve en libertaire politieke groeperingen in de VS. Het specifiek politieke lobbying komt vooral van de broers Charles en David Koch. Er ging aanzienlijke steun naar organisaties zoals de Heritage Foundation en het Cato Institute, en later Americans for Prosperity, organisaties die deels aanleunen bij de Tea Party-beweging.
Koch Industries spendeerde in de periode 2006-2011 meer dan 50 miljoen dollar voor lobbying in Washington, volgens het Center for Responsive Politics. De groep sponsort vooral campagnes tegen klimaatverordeningen, en ondersteunt klimaatsceptici en radicaal-rechtse politici. Ook Obamacare kon rekenen op weerstand. In december 2016 benoemde president-elect Donald Trump Thomas Pyle, directeur van het Institute for Energy Research en lobbyist voor Koch Industries, tot hoofd van het transitieteam voor het ministerie van Energie.
Ook tegen investeringen in openbaar vervoer voerde Americans for Prosperity campagne, bijvoorbeeld in Nashville (Tennessee), waar in 2018 plannen tegen verkeerscongestie met succes werden gedwarsboomd.
Koch Industries financiert daarnaast een politiek actiecomité, KochPAC.

### Media
In 2012 draaide cineast Robert Greenwald Koch Brothers Exposed, een 60 minuten durende kritische documentaire over de politieke activiteiten van de gebroeders Koch. In 2016 publiceerde The Real News een 30 minuten durende documentaire The Doubt Machine: Inside the Koch Brothers' War on Climate Science (De twijfelmachine: hoe de Koch Brothers oorlog voeren tegen de klimaatwetenschap).